# Hangelsberg
Hangelsberg is een plaats in de Duitse gemeente Grünheide (Mark), deelstaat Brandenburg.